# Rino Gaetano
Salvatore Antonio Gaetano, más conocido como Rino Gaetano (Crotone, 29 de octubre de 1950 - Roma, 2 de junio de 1981), fue un cantautor italiano muy popular durante los años 1970.

## Biografía
Nació en Crotone, perteneciente a la región de Calabria, ciudad al sur de Italia, y se mudó a Roma a los diez años de edad por motivos laborales de su padre, ciudad en la que vivió el resto de su corta pero intensa vida.
Tras unas primeras exhibiciones en Folkstudio, fue descubierto por el productor Vincenzo Micocci, debutando discográficamente en 1973 bajo el pseudónimo Kammamuri's, con un sencillo titulado "I Love You Maryanna/Jaqueline" (con la cara B Jaqueline). Dicha canción, podría ser interpretada como una metáfora alegórica de la marihuana, aunque en realidad no es más que una canción dedicada a su abuela Marianna con la cual jugaba cuando era pequeño.
En 1974 publicó su primer álbum, Ingresso Libero que, aunque no obtuvo una buena acogida por parte del público ni de los críticos del momento, mostraba ya las pautas de lo que sería un estilo que marcaría el resto de su carrera y con el que llegó a triunfar, con esa voz desgarrada tan característica y sus melodías pegadizas. 
El reconocimiento y por fin el éxito sin duda lo consiguió con su canción "Ma il cielo è sempre più blu", versionada posteriormente en varias ocasiones por otros intérpretes importantes del panorama musical italiano y que se convirtió en todo un himno en su momento.
En 1978, participó en el Festival di Sanremo con la canción "Gianna", aunque él siempre dijo que habría preferido interpretar "Nuntereggae più", quedando tercero tras Anna Oxa y Matia Bazar. Las listas de éxitos darían posteriormente la vuelta a este resultado y "Gianna" se mantuvo en el número uno durante varias semanas. Aunque no quería volver a participar en dicho festival, a pesar del éxito conseguido con dicha canción en su primera actuación, fue obligado por su casa discográfica, lo cual aprovechó para hacer una versión de su canción "Berta Filava" usando, palabras suyas, más la guitarra. 
Fue un artista extremadamente polifacético, de hecho en 1981, poco antes de fallecer, actuó en Pinocchio de Carmelo Bene.
Lamentablemente, su carrera se truncó de forma trágica el 2 de junio de 1981 tras un accidente de tráfico. Curiosamente, dos días antes había tenido otro accidente del que consiguió salir ileso, pero no tuvo tanta suerte en esta otra ocasión. Aquel 2 de junio empotró su coche contra un camión quedando gravemente herido. Rápidamente, fue trasladado a un centro hospitalario, aun con vida, pero, incomprensiblemente, le fue rechazada la atención que necesitaba. Lo mismo ocurrió en otros cinco hospitales a los que fue trasladado sin suerte, muriendo en el camino al último debido a la gravedad de sus heridas.

## Discografía

### Álbumes de estudio
- Ingresso Libero (1974)
- Mio fratello è figlio unico (1976)
- Aida (1977)
- Nuntereggae più (1978)
- Resta vile maschio, dove vai? (1979)
- E io ci sto (1980)

### En vivo
- Q Concert (con Riccardo Cocciante y los New Perigeo; 1981)

### Antología
- Gianna e le altre... (incluye los inéditos "Solo con io" y "Le beatitudini"; 1990)
- Aida '93 (1993)
- Superbest (1996)
- La storia (1998)
- Sotto i cieli di Rino (2003)

### Sencillos
- I Love You Marianna/Jaqueline (1973)
- Ma il cielo è sempre più blu/Ma il cielo è sempre più blu (1975)
- Mio fratello è figlio unico/Berta filava (1976)
- Aida/Escluso il cane (1977)
- Gianna/Visto che mi vuoi lasciare (1978)
- Nun te reggae più/E cantava le canzoni (1978)
- Ahí Maria/Resta vile maschio, dove vai? (1979)
- Solo con io (1980)
- Le beatitudini (1981)

## Filmografía
- Rino Gaetano. Ma il cielo è sempre più blu - Raifiction, 2007